# WEBSI - Spletni prvaki
WEBSI - Spletni prvaki je prireditev, kjer so izpostavljeni, predstavljeni in nagrajeni digitalni presežki slovenskih ustvarjalcev. 
 Nagrade spodbujajo odličnost v slovenskem digitalnem prostoru, pri čemer so predstavljene rešitve, ki so na tem področju v nekem letu ustvarile presežke.
Poslanstvo projekta je dokumentirati, ovrednotiti in širši javnosti predstaviti projekte in njihove ustvarjalce, ki predstavljajo prerez aktualnega stanja na področju slovenskega digitalnega komuniciranja, ter nagraditi tiste, ki pomembno prispevajo k dvigovanju njegove ravni. Projekt organizirata in vodita svetovalno analitično podjetje za razvoj spletnega poslovanja E-laborat in Marketing magazin. 

## Zgodovina

### WEBSI 2012
Na prvem dogodku WEBSI – Spletni prvaki, ki je potekal 5. junija 2012 je bilo prijavljenih 78 projektov, ki so tekmovali v sedmih kategorijah: 
- Delilci novic,
- Be-za-be in Be-za-ce,
- Dobrodelneži,
- Fejstbukovci,
- Mobilni umotvori,
- Posebneži,
- Web štacunarji.

Poleg prvih nagrad websi, ki so bile razglašene v ljubljanskem nebotičniku, so podelili tudi naziv Generalni Spletni prvak 2012.

#### Nagrajenci
| Delilci novic                  | Be-za-be in Be-za-ce                           | Dobrodelneži                                                                                 | Fejstbukovci                                                   | Mobilni umotvori                                     | Posebneži                                                      | Web štacunarji                          |
| ------------------------------ | ---------------------------------------------- | -------------------------------------------------------------------------------------------- | -------------------------------------------------------------- | ---------------------------------------------------- | -------------------------------------------------------------- | --------------------------------------- |
| TSmedia za http://www.siol.net | Zavarovalnica Triglav za http://www.triglav.si | Slovenska filantropija - združenje za promocijo prostovoljstva http://www.prostovoljstvo.org | Si.mobil za stran na Facebooku http://www.facebook.com/simobil | Odpiralni časi za družbeno aplikacijo Odpiralni časi | Si.mobil za spletno aplikacijo http://www.moj.simobil.si%5B%5D | mimovrste=) za http://www.mimovrste.com |

### WEBSI 2013
Druga izvedba podelitve nagrad za najboljše spletne in mobilne rešitve v Sloveniji je potekala v torek, 17. septembra 2013. Za priznanje WEBSI – Spletni prvaki 2013 so se v enajstih kategorijah potegovali 103 spletni projekti. Novost ocenjevanja na drugem izboru je bilo tudi v glasovanju javnosti (Glas ljudstva), kjer so lahko uporabniki, ki se vsakodnevno srečujejo s prijavljenimi projekti, oddali svoj glas. 
Kategorije, v katerih so podelili nagrade so se preimenovale. 

#### Nagrajenci
- Generalni spletni prvak: spletna stran http://www.infinum.co
- Zmagovalec ljudstva: Najdi.si zemljevid in spletni medij Planet SiOL.net
- Naj Digitalna agencija: Sonce.net
- Poslovne spletne strani: spletna stran http://www.infinum.co,
- Družbena omrežja: Si.mobilova Facebook stran Orto knjiga
- Mobilne aplikacije: AS polica (Adriatic Slovenica) in iHELP - varnost na dlani (MiDS),
- Mediji: TSmedia za Planet SiOL.net,
- Javne organizacije: Mestna občina Ljubljana za http://www.ljubljana.si/si/mol
- Družbeno odgovorni projekti: Telekom Slovenije za spletno aplikacijo Itak Job
- Inovativni digitalni projekti: Si.mobil za projekt ORTO kolesa,
- Posebni digitalni projekti: TSmedia za Najdi.si zamljevid
- Spletne trgovine: http://www.mimovrste.com
- Turizem in prosti čas: Elan za Elan ustvarjalnco.[9]

### WEBSI 2014
Spletni prvaki leta 2014 so bili razglašeni 12. septembra 2014 v hotelu Four Points by Sheraton Ljubljana Mons. Za nagrade se je potegovalo 79 projektov, o najboljših pa je odločala 54-članska strokovna žirija. 
Novost tretjega izbora WEBSI 2014 so bile nove kategorije (Naj digitalna kampanja 2014, Najboljša uporabniška izkušnja, Najboljše uredništvo, Najboljše oblikovanje  in zaključni celodnevni WEBSI dan - 1. Simpozij o digitalnih komunikacijah.

#### Nagrajenci
- Generalni spletni prvak: Droga Kolinska in Agencija 101 za Facebook stran Nosečka MG
- Zmagovalec ljudstva: Unichem in AV studio za projekt http://www.naredivrt.si
- Naj digitalna agencija: Renderspace
- Naj digitalna kampanja: Olimpijski komite Slovenije za projekt #Slochi
- Najboljša uporabniška izkušnja: spletno mesto agencije Sonce.net http://www.sonce.net
- Najboljše uredništvo: Droga Kolinska in Agencija 101 za Facebook stran Nosečka MG
- Najboljše oblikovanje: Si.mobil in Sonce.net za http://www.orto.si Arhivirano 2015-11-27 na Wayback Machine.
- Poslovne spletne strani: http://www.sonce.net
- Družbena omrežja: Droga Kolinska in Agencija 101 za Facebook stran Nosečka MG
- Mobilne aplikacije: AS polica (Adriatic Slovenica) in EuroBasket 2013 (FIBA Europe e.V. in ZADRGA)
- Mediji: Planet Siol.net za Zgodbe TSmedie http://zgodbe.siol.net/
- Javne organizacije: Mestna knjižnica Ljubljana http://www.mklj.si
- Družbeno odgovorni projekti: Zavod Zadnje upanje in Parsek komunikacije z http://www.zadnjeupanje.si
- Inovativni digitalni projekti: Telekom Slovenije s #Tvitajmozanase
- Posebni digitalni projekti: Mercator za Twitter in dogodke
- Spletne trgovine: Mercator spletna trgovina http://trgovina.mercator.si/market/
- Turizem in prosti čas: Enki za http://www.zaobljuba.si [10]

### WEBSI 2020
Spletni prvaki leta 2020 so bili razglašeni v četrtek, 24. septembra 2020 v Festivalni dvorani Ljubljana. Zmagovalce je med takratnimi, rekordnimi 142 prijavljenimi projekti, izbrala 108-članska strokovna in poslovna žirija pod vodstvom Andreja Krajnerja.

#### Nagrajenci
- Najboljše oblikovanje: Rocco nepremičnine d.o.o. in Kreativna tovarna d.o.o. za https://vilamadeleine.si[12]

- WEBSI 2012
- WEBSI 2013
- WEBSI 2014
- WEBSI 2015